# باقی‌آباد (خمیر)
باقی‌آباد، روستایی در دهستان خمیر بخش مرکزی شهرستان خمیر در استان هرمزگان ایران است.
روستای باقی‌آباد در پنج کیلومتری شهر بندر خمیر واقع‌شده است و در گذشته در بسیاری از زمینه‌های زیرساختی مانند برق و انتقال آب از چشمه و آب‌های سطحی، آب‌انبار غیرمتعارف و مهندسی، سد خاکی و غیره در منطقه پیشرو بوده است؛ شهر تالابی بندرخمیر با ۵۶ هزار نفر جمعیت در ۷۰ کیلومتری غرب بندرعباس مرکز استان هرمزگان واقع شده است.
ظرفیت‌های گردشگری و تاریخی روستای باقی‌آباد عبارت است از: نزدیکی به خور خوران و جنگل‌های حرا، وجود مجموعه‌ای از خودروهای صنعتی قدیمی و همچنین یکی از بزرگ‌ترین آب‌انبارهای استان در این روستا.

## جمعیت
بر پایه سرشماری عمومی نفوس و مسکن در سال ۱۳۹۵، جمعیت این روستا برابر با ۴۳ نفر (۱۱ خانوار) بوده است.